# Escala de Oficiales
En España, el personal del Cuerpo de la Guardia Civil se agrupa en diferentes escalas: Escala Superior de Oficiales, Escala de Oficiales, Escala Facultativa Superior, Escala Facultativa Técnica, Escala de Suboficiales y Escala de Cabos y Guardias, en función de las facultades profesionales asignadas al conjunto de los empleos de cada una de ellas y el grado educativo exigido para la incorporación a las mismas.
La Escala de Oficiales incluye los empleos de alférez a teniente coronel.

## Acceso
Se accede a la escala por promoción interna, tras un período mínimo de dos años de servicio en la Escala de Suboficiales.
Una vez superado el concurso-oposición, los seleccionados realizarán un curso en la Academia de Oficiales de la Guardia Civil, Sección de San Lorenzo de El Escorial.
La enseñanza de formación para la incorporación a la Escala de Oficiales, se corresponde con la educación universitaria de primer ciclo.